# Гетта, Антон Александрович
Анто́н Алекса́ндрович Ге́тта (29 апреля 1980 г. в г. Ростов-на-Дону, РСФСР, СССР) — российский общественный и политический деятель. Депутат Государственной Думы Федерального Собрания Российской Федерации седьмого и восьмого созывов от партии «Единая Россия», заместитель председателя Комитета по защите конкуренции в Государственной Думе ФС РФ, руководитель Экспертно-консультативного совета фракции «Единая Россия» по совершенствованию антикоррупционного законодательства и законодательства в сфере государственных и муниципальных закупок. Член Центральной ревизионной комиссии ОНФ. Координатор Бюро расследований Общероссийского Народного фронта. Член Попечительского совета ФГБОУ ВО «РГЭУ (РИНХ)». Член Правления Общероссийской общественной организации «Гильдия отечественных закупщиков и специалистов по закупкам и продажам».
Из-за вторжения России на Украину находится под санкциями 27 стран Евросоюза, Великобритании, США, Канады, Швейцарии, Австралии, Японии, Украины, Новой Зеландии.

## Биография
Родился 29 апреля 1980 года в Ростове-на-Дону. В 2002 году окончил Ростовский государственный экономический университет (РИНХ). В 2008 году прошел повышение квалификации в НОУ «Институт экономики, права и гуманитарных специальностей» по программе «Механизмы поддержки и развития малого и среднего предпринимательства». В 2017 году завершил обучение в ФГБОУ ВО «Российская академия народного хозяйства и государственной службы при Президенте Российской Федерации» по программе «Государственное и муниципальное управление» с присвоением квалификации «МАГИСТР».
В 2000 году начал трудовую деятельность в ООО «АнтАлекс» в должности генерального директора.
С 2005 года — ведущий специалист (по конкурсам) отдела экономического развития, инвестиций, промышленного транспорта и связи в Администрации муниципального образования города Туапсе.
С 2007 по 2009 — заместитель главы муниципального образования Туапсинский район, начальник управления (комитета реформ и развития) по городу Туапсе в Департаменте инвестиций и проектного сопровождения Краснодарского края. С 2008 года стал заместителем руководителя указанного департамента.
С 2009 по 2011 — начальник отдела отраслевых программ развития малого и среднего предпринимательства в Департаменте развития малого и среднего предпринимательства Министерства экономического развития Российской Федерации.
С мая 2011 года — заместитель начальника отдела экономики жилищного строительства и специальных программ в Департаменте жилищной политики Министерства регионального развития Российской Федерации.
С мая 2013 года — советник Министра транспорта Российской Федерации.
С 19 января 2018 года — заместитель председателя Комитета ГД по финансовому рынку.
С 09 октября 2021 года — заместитель председателя Комитета ГД по защите конкуренции.
С 02 декабря 2021 года — член Комиссии по экономической политике Парламентского Собрания Союза России и Беларуси.
Кроме этого, является:
Представителем Комиссии Генерального совета ВПП «ЕДИНАЯ РОССИЯ» по защите материнства, детства и поддержки семьи.
Представителем группы по анализу проектов в области обороны и безопасности Экспертного совета по законотворческой деятельности ВПП «ЕДИНАЯ РОССИЯ».
Сопредседателем Экспертного совета по развитию конкуренции в сфере государственных и муниципальных закупок и закупок госкорпораций Комитета ГД по защите конкуренции.
Сопредседателем Экспертного совета по развитию конкуренции в сфере информационных технологий и связи Комитета ГД по защите конкуренции.
Председателем Экспертного совета по развитию конкуренции в сфере банкротства Комитета ГД по защите конкуренции.
Представителем межфракционной рабочей группы по защите христианских ценностей.
Представителем комиссии Государственного совета Российской Федерации по направлению «Промышленность».
Представителем депутатской группы по связям с Народным Советом Луганской Народной Республики.

## Общественная деятельность
С ноября 2013 по февраль 2016 года возглавлял работу проекта Общероссийского народного фронта «ЗА честные закупки». С марта по сентябрь 2016 года — Советник руководителя Исполкома Общероссийского народного фронта. С ноября 2016 года вошел в состав Центрального штаба Общероссийского народного фронта. С февраля 2017 года вошел в состав Попечительского совета ФГБОУ ВО «РГЭУ (РИНХ)». С июня 2017 года — координатор проекта Общероссийского народного фронта «ЗА честные закупки», с 2021 года проект расширился и называется Бюро Расследований ОНФ. Согласно данным ФАС со ссылкой на Гетту, к марту 2021 года активистами фонда было возбуждено 94 антимонопольных дела с признаками сговоров на сумму 450 млрд рублей.

## Политическая деятельность
18 сентября 2016 года избран депутатом Государственной Думы Федерального Собрания Российской Федерации VII созыва по федеральному списку от партии «Единая Россия», региональная группа № 25 (Республика Калмыкия, Ставропольский край, Астраханская область, Ростовская область). В октябре 2016 года вошел в состав комитета Государственной Думы по безопасности и противодействию коррупции. В ноябре 2016 года возглавил экспертно-консультативный совет по совершенствованию антикоррупционного законодательства и законодательства в сфере государственных и муниципальных закупок Государственной Думы Федерального Собрания Российской Федерации. С февраля 2017 года — член комитета Государственной Думы по финансовому рынку. С января 2018 года назначен на должность заместителя председателя Комитета Госдумы по финансовому рынку.
19 сентября 2021 года избран депутатом Государственной Думы Федерального Собрания Российской Федерации VIII созыва по Нижнедонскому одномандатному округу № 150 (Ростовская область). С октября 2021 года назначен на должность заместителя председателя Комитета Госдумы по защите конкуренции.

## Законотворческая деятельность
С 2016 по 2022 год, в течение исполнения полномочий депутата Государственной Думы VII и VIII созывов, выступил соавтором свыше 315 законодательных инициатив и поправок к проектам федеральных законов, в том числе и закона о сокрытии денег резидентами РФ на иностранных электронных кошельках. А также закона о частичной компенсации ипотеки для многодетных семей не только при покупке, но и при строительстве жилья. В мае 2021 года Комитет по финансовому рынку Госдумы одобрил подготовленный Геттой законопроект, который предусматривает изменения в Гражданский кодекс и законы «О потребительском кредите» и «О кредитных историях»: гражданин может заранее отказаться от оформления всех кредитов, которые могут быть оформлены на него в будущем при непосредственном или удаленном участии гражданина.

## Оценки и критика
По результатам исследования «Коэффициент полезности депутатов Госдумы», проводимого с апреля по июнь 2021 года вошел в топ-10 самых эффективно работающих депутатов. Согласно исследованию Института стратегических коммуникаций вошел в топ-10 депутатов, чья законотворческая деятельность в 2020 году повлияла на бизнес-процессы в России.
В конце марта 2021 года ряд российских СМИ рассказали о «дебоше», который якобы устроил 11 марта 2021 года депутат Гетта на борту самолёта компании «Аэрофлот», выполнявшего рейс Москва — Казань. По сообщениям прессы, Гетта с ещё одним пассажиром бизнес-класса перемещались по салону, мешали пассажирам и угрожали экипажу неприятностями, а также требовали «новых порций алкоголя». Сообщалось также, что после прибытия самолёта в Казань участников инцидента передали полиции, однако Управление на транспорте МВД по Приволжскому федеральному округу опровергло эту информацию, заявив, что «указанный в публикациях пассажир в дежурную часть ЛОП в аэропорту Казани не доставлялся. Сообщений от представителей авиакомпании о нарушении общественного порядка на борту данного авиарейса в полицию не поступало».
Руководитель «Единой России» в Государственной Думе Сергей Неверов рассказал, что провел беседу по жалобе авиакомпании с Антоном Геттой. В свою очередь, Гетта выразил сожаление и допустил, что мог разговаривать с другом громче обычного из-за шума моторов, за что и получил замечание от бортпроводника. Он попросил прощения у пассажиров и экипажа, которым «невольно причинил неудобства».

## Международные санкции
23 февраля 2022 года внесён в санкционные списки стран Евросоюза за действия и политику, которые подрывают территориальную целостность, суверенитет и независимость Украины и еще больше дестабилизируют Украину.
24 февраля 2022 года включён в санкционный список Канады «близких соратников режима» за голосование о признании независимости «так называемых республик в Донецке и Луганске».
24 марта 2022 года, на фоне вторжения России на Украину, включён в санкционный список США за «соучастие в войне Путина» и «поддержку усилий Кремля по вторжению в Украину», Госдеп США заявил что депутаты Госдумы используют свои полномочия для преследования инакомыслящих и политических оппонентов, нарушают свободу информации, ограничивают права человека и основные свободы граждан России.
По аналогичным основаниям, с 11 марта 2022 года находится под санкциями Великобритании. С 25 февраля 2022 года находится под санкциями Швейцарии. С 26 февраля 2022 года находится под санкциями Австралии. С 12 апреля 2022 года находится под санкциями Японии. С 7 сентября 2022 находится под санкциями Украины. С 3 мая 2022 года находится под санкциями Новой Зеландии.

## Семья
Женат, воспитывает двоих детей.

## Собственность и доходы
Согласно официальным данным, доход Гетты за 2017 год совместно с супругой составил 11,355 млн.рублей. В собственности семьи квартира 95 м².
Согласно официальным данным, доход Гетты за 2018 год составил 4,8 млн рублей. Семье депутата принадлежит квартира в Ростовской области.
Согласно официальным данным, доход Гетты за 2019 год совместно с супругой составил 5,6 млн.рублей.
Согласно официальным данным, доход Гетты за 2020 год совместно с супругой составил 5,8 млн.рублей.
Согласно официальным данным, доход Гетты за 2021 год совместно с супругой составил 5,7 млн.рублей.

## Награды
- Почетная грамота Генерального прокурора Российской Федерации Ю. Я. Чайки (2019 год) — за существенную помощь в укреплении законности и развитии системы прокуратуры Российской Федерации[43].
- Медаль ордена «За заслуги перед Отечеством» II степени (23 августа 2019 года) — за большой вклад в укрепление российской государственности, развитие парламентаризма и активную законотворческую деятельность (указ президента России № 392 от 23 августа 2019 года)[44].